# The Addams Family Fun-House
The Addams Family Fun-House è stato un programma televisivo trasmesso a partire dall'agosto 1973 e, in replica, fino al settembre 1974, in syndication su diversi canali televisivi statunitensi. Si trattava di un varietà comprensivo di numeri musicali e scenette comiche, che vedeva protagonista la famiglia Addams creata da Charles Addams.

## Produzione
Il programma, scritto da Jack Riley e Liz Torres, venne prodotto dall'emittente statunitense ABC nel tardo 1972, con il sostegno di Viacom Enterprises, che ricevette fondi da 42 diverse emittenti televisive. Tuttavia il pilota non ottenne sufficienti aiuti per venire lanciato come programma regolare e venne così trasmesso come speciale tra il 1972 e il 1974 dalle emittenti che lo finanziarono.
Nel cast compaiono anche Butch Patrick, già nella parte di Eddie Munster nella serie televisiva CBS degli anni sessanta, rivale di quella degli Addams, I mostri (The Munsters), e Felix Silla, primo e più noto interprete del Cugino Itt nella serie televisiva degli anni sessanta, che qui, unico del cast originale, riprende la medesima parte.

## Contenuto
I componenti della famiglia Addams, capeggiati da Jack Riley e Liz Torres, rispettivamente nei panni di Gomez e Morticia Addams, conducevano il programma musicale condito di numeri musicali e sketch comici che vedevano protagonisti gli ospiti del programma, nel pilota l'ospite era Jim Nabors.

## Cast
- Jack Riley: Gomez Addams
- Liz Torres: Morticia Addams
- Butch Patrick: Pugsley Addams
- Stubby Kaye: Fester Addams
- Noelle Von Sonn: Mercoledì Addams
- Felix Silla: Cugino Itt
- Pat McCormack: Lurch
- Jim Nabors: sé stesso
- Charles Fleischer